# 台湾粟蜗牛
台湾粟蜗牛（学名：Punctum taiwanicum），是柄眼目粟蜗牛科Punctum的一种。主要分布于台湾，常栖息在高海拔山区落叶堆下。